# Tutankamón
Tutankamón (c. 1342-c. 1325 a. C.) fue un faraón del Antiguo Egipto, último monarca de su familia real en el final de la dinastía XVIII que gobernó entre 1334 y 1325 a. C. —según la cronología convencional del Imperio Nuevo de la Historia de Egipto—. Inicialmente fue llamado Tutankatón en honor a Atón, debido a la reforma religiosa impulsada por su padre, Akenatón. Adoptó el nombre de Tutankamón —en honor a Amón— tras la muerte de este. Su madre era hermana de Akenatón, identificada como tal por una prueba de ADN realizada a una momia desconocida llamada «la Dama Joven», que fue encontrada en la tumba KV35.
Tutankamón accedió al trono con ocho o nueve años bajo la tutela del visir Ay, que finalmente sería su sucesor y probablemente también era pariente. Tutankamón contrajo matrimonio con su media hermana Anjesenamón, con quien concibió dos hijas que murieron, la primera a los cinco o seis meses de embarazo y la segunda, poco después de nacer. Los nombres del faraón —Tutankatón y Tutankamón— se cree que significan «imagen viviente de Atón» e «imagen viviente de Amón», aunque el reemplazo de Atón por Amón se hizo después de la muerte de su padre, para congraciarse con el clero de Amon.
Tutankamón reinstauró la religión politeísta del Antiguo Egipto después de las reformas monoteístas de su padre, enriqueció y fue generoso con las órdenes de dos importantes cultos, entre ellos el de los sacerdotes de Amón, y comenzó a restaurar los monumentos antiguos dañados durante el anterior periodo amarniense. Trasladó los restos de su padre al Valle de los Reyes y movió la capital desde Ajetatón de nuevo a Tebas. Sufría una discapacidad física por una deformidad en su pie izquierdo junto con una osteonecrosis que le obligaron a apoyarse en bastones, varios de los cuales fueron hallados en su tumba junto a bumeranes y arcos, en cuyo uso debía estar instruido. Estaba aquejado de otros problemas de salud como una leve escoliosis y había contraído malaria, patologías que pudieron causar su prematuro fallecimiento a los 18 o 19 años y obligar a la inhumación de su cuerpo en un modesto hipogeo destinado a otra dignidad.
En 1922 Howard Carter descubrió su tumba casi intacta en el transcurso de unas excavaciones sufragadas por Lord Carnarvon, un hallazgo que captó la atención de la prensa de todo el mundo. El descubrimiento de este hipogeo con más de 5000 artefactos, entre ellos la máscara funeraria de Tutankamón, expuesta en el Museo Egipcio de El Cairo, despertó un renovado interés en el Antiguo Egipto. Las muertes poco tiempo después de varios de los implicados en el descubrimiento de su momia se han atribuido popularmente a la maldición del faraón. Desde el descubrimiento de su enterramiento en el mundo anglosajón se lo conoce también como «Rey Tut».
Parte de su enorme ajuar funerario ha viajado por todo el mundo despertando una expectación sin precedentes. El Consejo Supremo de Antigüedades de Egipto autorizó esas exposiciones desde 1962, cuando se celebró la primera en el museo del Louvre de París. Esas exhibiciones atrajeron millones de visitantes hasta 1979, aunque después no se celebró ninguna más hasta que se retomaron en el período 2005-2011, cuando además se incluyeron objetos de los predecesores de Tutankamón en la dinastía XVIII, como su padre Akenatón o la reina Hatshepsut.

## Familia
Tutankamón era hijo de Akenatón —originalmente llamado Amenofis IV—, cuya momia se cree que es la encontrada en la tumba KV55. Su madre era una de las hermanas de Akenatón. Al nacer fue nombrado Tutankatón, un nombre que refleja las creencias atonistas de su padre. Su ama de cría fue una mujer llamada Maia, conocida por su tumba en Saqqara. Se llegó a sugerir que la madre de Tutankamón era Meketatón, segunda hija de Akenatón y Nefertiti, basándose en un relieve de la Tumba Real en Amarna que muestra a un niño en brazos de una niñera junto a una estancia en la que sus padres y hermanos lloran a Meketatón, dando así a entender que ha muerto en el parto. Sin embargo, el hecho de que ella muriera cuando tenía solo diez años lo hace imposible. Sobre la base de ese relieve se había interpretado también que Nefertiti fuera su madre.

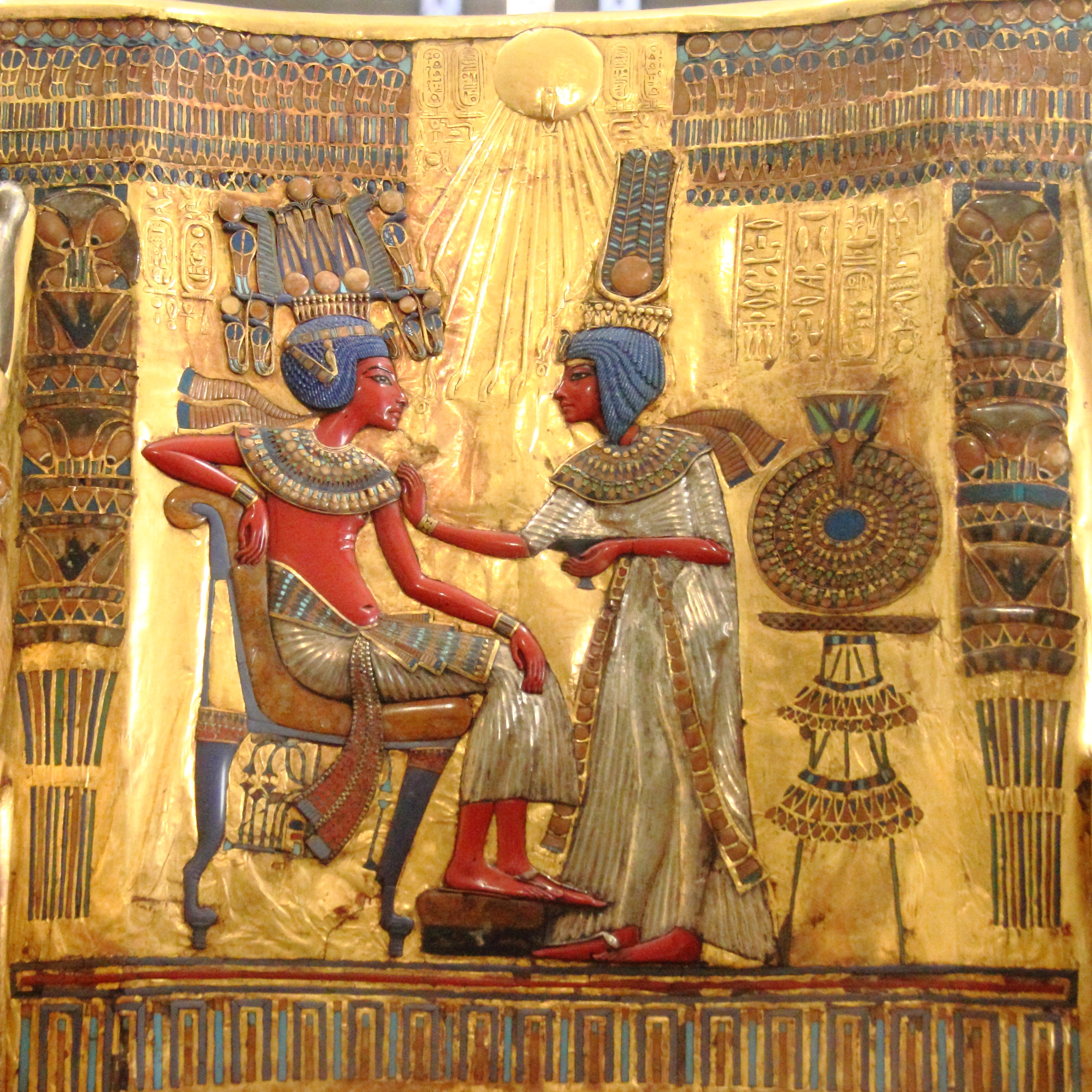
Tutankamón y su gran esposa real, Anjesenamón, bajo los rayos de Atón. Detalle del respaldo del trono ceremonial de Tutankamón.

En 2008 un equipo de investigadores de la Universidad de El Cairo realizó unos análisis genéticos sobre los restos momificados de Tutankamón y otros cuerpos que se creía o se sabía pertenecían a la realeza del Imperio Nuevo. Los resultados indicaron que su padre era la momia de la KV55, identificada como Akenatón, y que su madre era La «Dama Joven» de la tumba KV35, que resultó ser hermana de su esposo. Eso significa que La Dama Joven no puede ser identificada como Nefertiti porque no hay constancia de que fuera hermana de Akenatón. Los investigadores afirmaron que estaban seguros al 99,99 % de que Amenofis III era el padre del individuo de la KV55, quien a su vez era el padre de Tutankamón. Sin embargo, se ha cuestionado la validez y confiabilidad de los restos genéticos de cuerpos momificados debido a su posible degradación por la descomposición. Investigadores como Marc Gabolde y Aidan Dodson afirman que Nefertiti era en realidad la madre de Tutankamón porque interpretan que la cercanía genética no se debe al emparejamiento entre hermanos, sino a una consecuencia de tres generaciones de matrimonios entre primos hermanos que harían que Nefertiti fuera prima hermana de Akenatón.
Cuando Tutankamón se convirtió en faraón, se casó con su media hermana, Ankesenpaatón, que más tarde cambió su nombre a Anjesenamón. El matrimonio concibió dos hijas, ninguna de las cuales sobrevivió a la infancia. Si bien solo se obtuvo un perfil genético incompleto de los dos fetos momificados, fue suficiente para confirmar que Tutankamón era su padre. Del mismo modo, hasta ahora solo se han obtenido datos parciales de las dos momias femeninas de la tumba KV21. Se ha sugerido que KV21A es la madre de los fetos, pero los datos no son estadísticamente significativos como para permitir su identificación segura como Anjesenamón. Los datos de tomografía axial computarizada (TAC) publicados en 2011 revelaron que una hija nació prematuramente a los 5 o 6 meses de embarazo y la otra poco después de nacer tras una gestación de 9 meses. La muerte de Tutankamón marcó el final de su línea real en la dinastía XVIII.
El análisis paleogenético de su momia arrojó que su linaje paterno (ADN-Y) es el caucasoide-europeoide R1b-M343 y su linaje materno (ADNmit) el también caucasoide-europeoide K (Clan de Katrina),

## Reinado

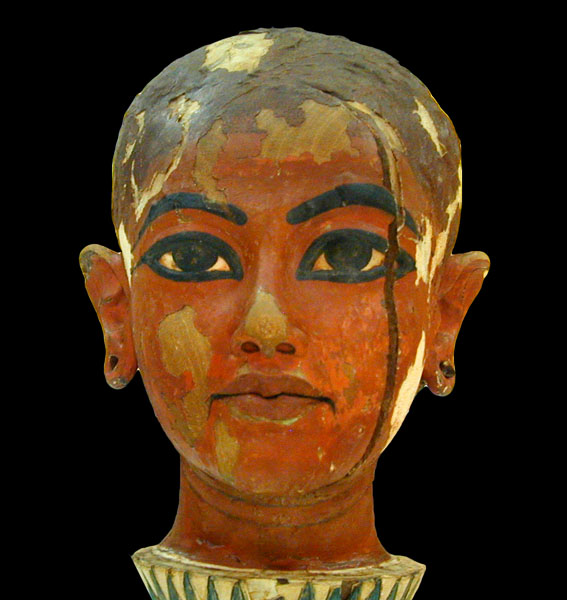
El joven rey Tutankamón. Talla en madera policromada.

Tutankamón tenía ocho o nueve años cuando ascendió al trono de Egipto y se convirtió en faraón, tomando el nombre Real de Nebkheperure. Su reinado duró unos nueve años, durante los cuales el cargo de visir estuvo dividido entre el Alto y el Bajo Egipto. El visir principal del Alto Egipto fue Usermont; otro personaje llamado Pentu también fue visir, pero no está claro en cuál de las tierras. Tampoco se sabe con certeza si Ay, sucesor de Tutankamón, ocupó en realidad este cargo. Un fragmento de lámina de oro de la KV58 parece indicarlo, pero no con certeza porque se menciona a Ay como sacerdote de Maat junto con el epíteto «visir, hacedor de Maat». Este epíteto no concuerda con la descripción habitual usada para los visires, pero podría hacer alusión a un título informal o que Ay empleara ese título de una forma que no tiene precedentes.
Un sacerdote egipcio llamado Manetón escribió en el siglo III a. C. una historia completa de Egipto en griego —la Aegyptiaka— en la que se refiere a un faraón llamado Orus que reinó durante 36 años y tuvo una hija de nombre Acencheres que también reinó durante doce años y un hijo llamado Ratotis que ejerció como monarca durante nueve. Si bien la famosa lista Real de Manetón se presenta confusa en este punto, se acepta de manera bastante generalizada que esos son los gobernantes del período de Amarna, entre ellos Tutankamón y Akenatón.
Los faraones eran venerados después de su muerte a través de cultos funerarios y templos a ellos dedicados. Tutankamón fue uno de los pocos faraones adorados de esta manera en vida. Una estela descubierta en Karnak y dedicada a Amón-Ra y Tutankamón indica que se puede apelar al faraón como deidad para que perdone y libere a un súbdito que le pide alivio para un padecimiento causado por el pecado. Llegaron a levantarse templos dedicados a su culto en lugares tan lejanos como Kawa y Faras en Nubia. El título de la hermana del virrey de Kush (Nubia) incluía una referencia al faraón deificado, indicativo de la universalidad de su culto.

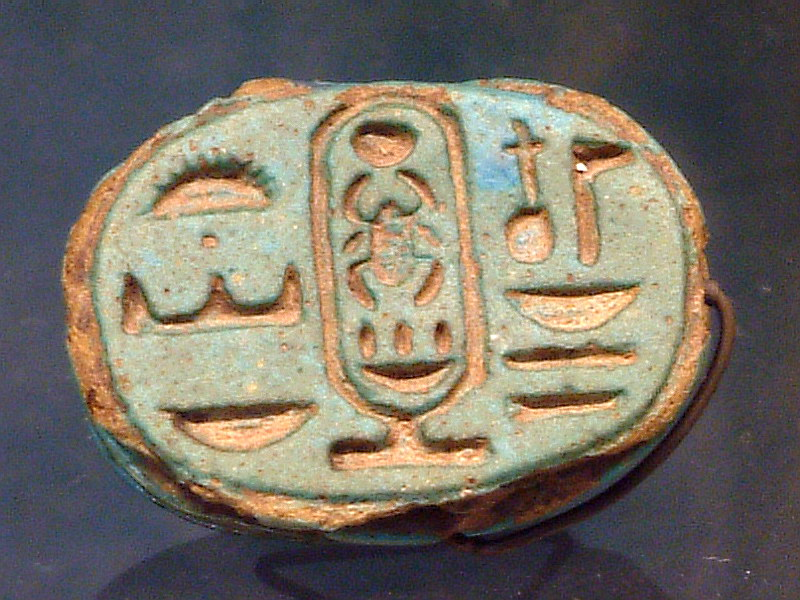
Sello de anillo con su nombre de Trono: Neb-Jeperu-Ra.

Se crearon epítetos especiales para que cuando fuera coronado el faraón, que ejercía el oficio divino, se vinculara con el pueblo y los dioses. La titulatura real en el Antiguo Egipto también tenía la finalidad de demostrar las cualidades de cada uno y vincularlas con el reino terrestre. Durante siglos los cinco nombres de los faraones se colocaban comenzando con el nombre de Horus. El nombre de Sa-Ra original de Tutankamón, de nacimiento, era Tutanjatón, que no tenía el nombre de Nebty o un nombre del Dios Halcón asociado a este debido a que no se ha encontrado nada que contenga sus cinco nombres protocolarios. Desde 1877 se cree que Tutanjatón significa «imagen viva de Atón», sin embargo, no todos los egiptólogos están de acuerdo con esta interpretación. El egiptólogo británico Battiscombe Gunn pensaba que esa antigua interpretación no casaba con la teología de Akenatón porque habría resultado blasfemo y sostenía que Tut era un verbo en lugar de un sustantivo. El profesor Gerhard Fecht también creía que la palabra Tut era un verbo y señaló que Akenatón usaba tit como la palabra para «imagen», no tut. Fecht tradujo el verbo tut como «ser perfecto/completo». El bloque de Hermópolis descubierto en la actual localidad egipcia de El-Ashmunein tiene una versión única del nombre de Sa-Ra escrito como Tutankhuatón, donde se usa ankh como verbo y ratifica la vieja interpretación del nombre de este faraón como «imagen viviente de Atón».

### Final del período amarniense

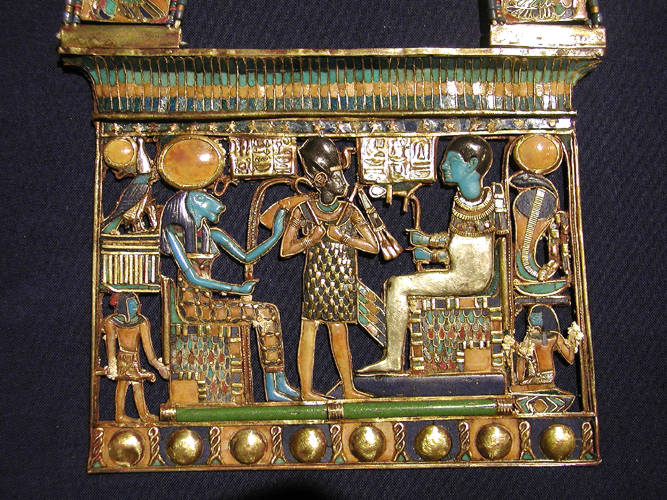
Tutankamón ofrendando a la divina pareja: el dios Ptah y su consorte Sejmet. Colgante que muestra el retorno al politeísmo tras el período amarniense.

Una vez coronado y después de «celebrar consejo» con el dios Amón, Tutankamón hizo donaciones que enriquecieron a los sacerdotes de los cultos de Amón y Ptah. Encargó nuevas estatuas de deidades de los mejores metales y piedras, así como nuevas barcas sagradas fabricadas del mejor cedro del Líbano y embellecidas con oro y plata. Los sacerdotes y todos los cantantes, bailarines y asistentes regresaron a sus puestos, y se les otorgó un decreto de protección real para asegurar su estabilidad futura.
En el segundo año de Tutankamón como faraón comenzó el regreso al antiguo orden egipcio. Puso fin oficial a la adoración única al dios Atón y recuperó la supremacía de Amón levantando la prohibición de su culto, reinstaurando la forma politeísta de la Religión del Antiguo Egipto y devolviendo los privilegios tradicionales a sus sacerdotes. Tanto él como su reina eliminaron «Atón» de sus nombres, reemplazándolo con Amón; asimismo la capitalidad regresó a la ciudad de Tebas, mientras que Ajetatón, fundada por su padre, fue abandonada. Su primer acto como faraón fue sacar la momia de su padre de su tumba en Ajetatón y enterrarla en el Valle de los Reyes cerca de Tebas, un gesto que ayudó a fortalecer su reinado. También reconstruyó las estelas, santuarios y edificios en Karnak. Ordenó levantar nuevos edificios en Luxor y dio orden para que restauraran otros templos por todo Egipto que habían sido saqueados por Akenatón.

### Campañas militares, monumentos y construcciones
El reino era económicamente débil y se encontraba en crisis después del rupturista reinado de Akenatón. Las relaciones diplomáticas con otros reinos habían sido descuidadas, por lo que Tutankamón buscó restaurarlas, en particular con Mitanni. Los regalos de otros reinos encontrados en su tumba indican que tuvo éxito en este empeño, pero a pesar de sus esfuerzos diplomáticos, en su templo funerario en Tebas también hay registro de batallas con nubios y asiáticos. Su ajuar funerario contenía una armadura, taburetes plegables apropiados para campañas militares y arcos, en cuyo uso estaba entrenado. Sin embargo, dada su juventud y discapacidades físicas, que parecían requerir el uso de un bastón para caminar, la mayoría de los historiadores creen que no participó personalmente en ninguna batalla. Debido también a su corta edad, el faraón probablemente tenía asesores, entre los que presumiblemente estaba Ay —el sucesor de Tutankamón— y el general Horemheb, posible yerno de Ay y su sucesor en el trono. Horemheb dejó registrado que el faraón lo nombró «señor de la tierra» como príncipe hereditario para mantener la ley. También señaló su habilidad para calmar al joven monarca cuando estallaba su temperamento.

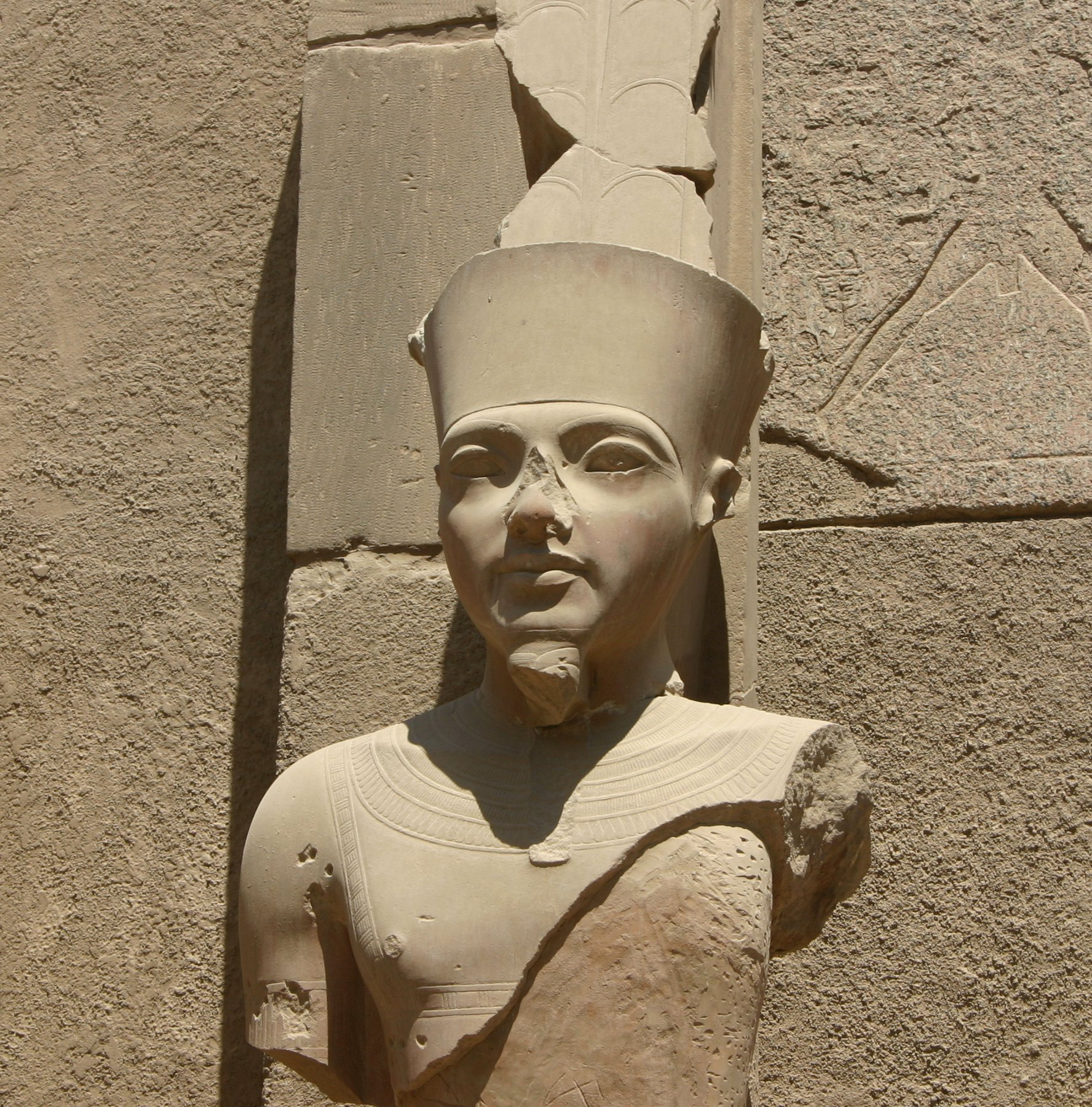
Estatua de Tutankamón en Karnak.

Como parte de su restauración del orden tradicional egipcio, el joven faraón inició varios proyectos constructivos, en particular en el templo de Karnak en Tebas, donde ordenó crear la avenida (dromos) de esfinges que conducen al recinto de Mut. Esas esfinges fueron en origen esculpidas para Akenatón y su esposa Nefertiti, pero ahora les añadieron unas nuevas cabezas de carnero y pequeñas estatuas del faraón. En el templo de Lúxor completó la decoración de la columnata de entrada de Amenofis III. Además, se restauraron los monumentos desfigurados bajo el reinado de Akenatón y se crearon nuevas imágenes de culto al dios Amón. Se volvieron a celebrar los festivales tradicionales, incluidos los relacionados con el toro Apis y la Fiesta de Opet. Su estela de restauración erigida frente al templo de Karnak dice:

«Los templos de los dioses y las diosas... estaban en ruinas. Sus capillas estaban desiertas y cubiertas de vegetación. Sus santuarios eran casi inexistentes y sus patios se usaban como caminos... los dioses dieron la espalda a esta tierra... Si alguien rezara a un dios pidiendo consejo, nunca respondería».

Un edificio llamado el Templo de Nebkheperure-Amado-de-Amón-Que-Puso-A-Tebas-En-Orden se construyó con sillares de piedra (talatat) de los templos de Atón levantados por Akenatón en el este de Karnak, lo que indica que el desmantelamiento de estos templos ya estaba en marcha. Muchos de los proyectos arquitectónicos de Tutankamón quedaron inconclusos cuando murió y fueron completados o usurpados por sus sucesores, especialmente por Horemheb. La avenida de esfinges fue completada por su sucesor Ay y Horemheb usurpó el conjunto. La estela de restauración también fue usurpada por este último, mientras que las piedras del Templo de Nebkheperure se reciclaron en los edificios de Horemheb.

## Patologías
Tutankamón era un joven de complexión ligera y su estatura era aproximadamente 1,67 m. Tenía grandes dientes incisivos frontales y una mandíbula superior saliente muy característica de la familia real tutmósida a la que pertenecía. El análisis de la ropa encontrada en su tumba, particularmente las dimensiones de sus calzones y cinturones, indica que tenía una cintura estrecha y caderas redondeadas. En los intentos de explicar tanto su representación inusual en el arte como su muerte prematura, se llegó a teorizar que Tutankamón sufriría de ginecomastia, síndrome de Marfan, herencia recesiva ligada al cromosoma X de Wilson-Turner, síndrome de Fröhlich (distrofia adiposogenital), síndrome de Klinefelter, síndrome de insensibilidad a los andrógenos, síndrome de exceso de aromatasa junto con síndrome de craneosinostosis sagital, síndrome de Antley-Bixler o una de sus variantes. También se ha sugerido que sufría de epilepsia del lóbulo temporal congénita en un intento por explicar la religiosidad de su bisabuelo Tutmosis IV y su padre Akenatón y sus muertes prematuras, aunque se ha pedido precaución en este diagnóstico.
En enero de 2005, se realizó una tomografía axial computarizada (TAC) de la momia de Tutankamón. Los resultados mostraron que tenía un caso leve de paladar hendido y posiblemente un caso también leve de escoliosis. La exploración también mostró que su pie derecho era plano y con hipofalangismo, mientras que su pie izquierdo era equinovaro o zambo y sufría osteonecrosis del segundo y tercer metatarsianos (enfermedad de Freiberg o enfermedad de Köhler II). Esta aflicción pudo haber obligado a Tutankamón a caminar apoyado en un bastón, de hecho, se encontraron muchos en su tumba, varios con signos de uso. Las pruebas genéticas a través del análisis STR rechazaron la hipótesis de ginecomastia y craneosinostosis o síndrome de Marfan. Las pruebas genéticas para genes STEVOR, AMA1 o MSP1 específicos para el parásito Plasmodium falciparum revelaron indicaciones de malaria tropical en la momia de Tutankamón, lo que la convierte en la prueba genética más antigua conocida de esta enfermedad. El equipo descubrió el ADN de varias cepas del parásito, lo que indica que fue infectado repetidamente con la cepa más grave de la malaria, la cual pudo haberle causado una respuesta inmune fatal o desencadenar un choque circulatorio. La TAC también mostró que había sufrido recientemente una fractura en la pierna izquierda, y se descartó que fuera producto de una manipulación moderna de su momia porque un daño reciente hubiera dejado bordes afilados. Había además sustancias del embalsamado dentro de la fractura, lo que indica que fue una herida abierta y además sin signos de curación.

## Fallecimiento

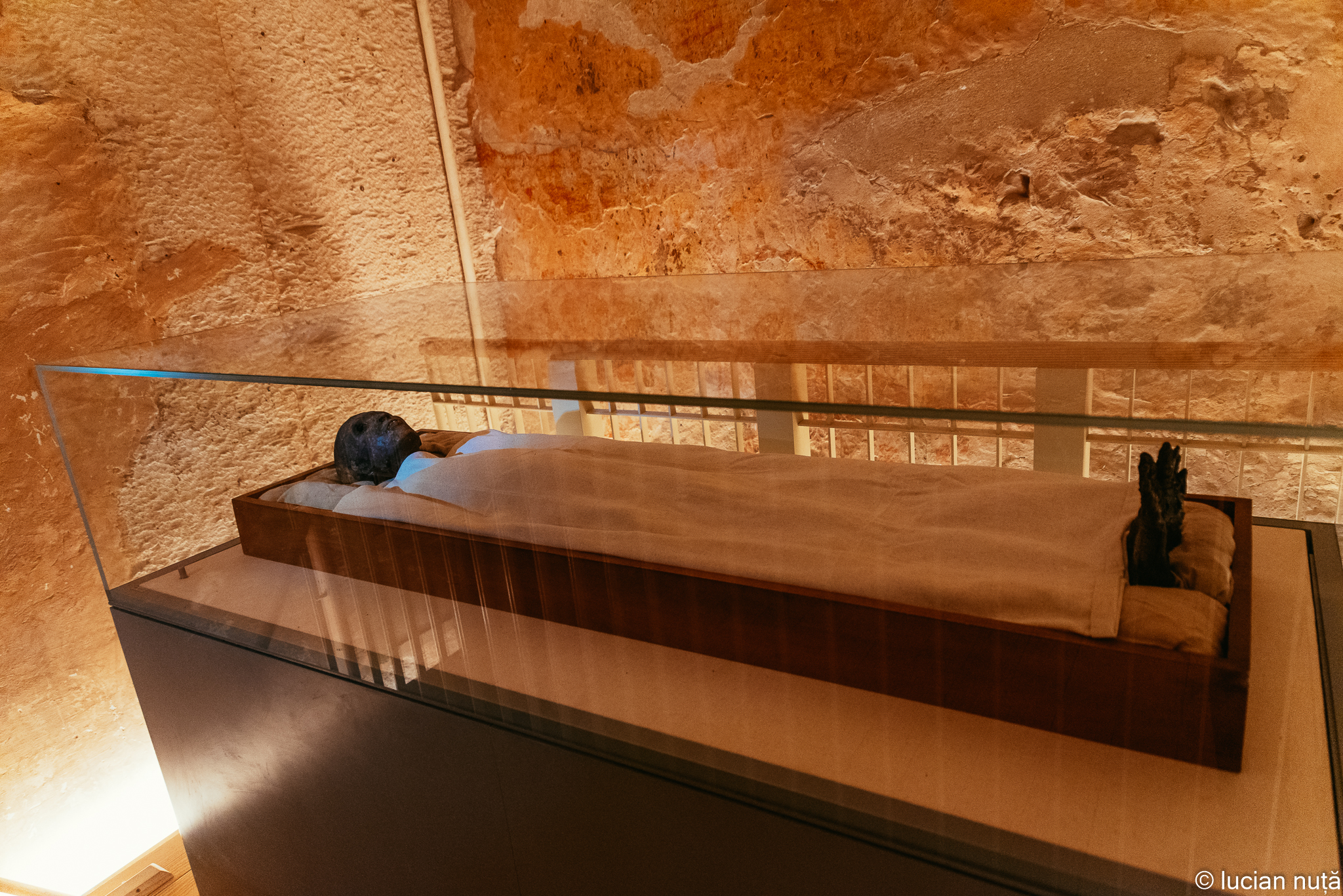
Momia de Tutankamón en su tumba original, la KV62 en el valle de los Reyes, a donde regresó en 2007.

No se conservan registros de las circunstancias de la muerte de Tutankamón, por lo que este asunto ha generado un debate considerable e importantes estudios. En última instancia, se ha determinado que su muerte probablemente fue el resultado de la combinación de sus múltiples trastornos debilitadores, una fractura en la pierna como resultado de una hipotética caída y una infección grave de malaria. La incisión de embalsamamiento se le realizó en un lugar inusual y además dentro de su cráneo se hallaron dos niveles de resina, lo cual ha llevado a sugerir que la momificación inicial del joven faraón fue practicada por un embalsamador inexperto.
Se llegó a proponer la teoría que Tutankamón fue asesinado con un golpe en la cabeza cuando en 1968 un análisis con rayos X mostró dos fragmentos de hueso dentro de su cráneo. Sin embargo, esta teoría fue refutada por un análisis posterior de los rayos X y de la TAC. Se determinó que esos fragmentos óseos intracraneales eran el resultado de la retirada moderna de la envoltura de la momia, ya que estaban sueltos y sin adherir a la resina de la momificación. No se encontraron pruebas de osteoporosis o membranas calcificadas, que podrían ser indicativo de un golpe mortal en la cabeza. También se ha sugerido que el joven rey murió en un accidente de carro debido a un patrón de lesiones aplastantes descubiertas en su momia, como la ausencia de la parte frontal de la caja torácica y las costillas. No obstante, las fotografías tomadas en 1926 tras el final de las excavaciones de Howard Carter muestran que el pecho del faraón estaba intacto, luciendo un enorme collar de cuentas con remates de cabezas de halcón. Las ausencias de este collar y de parte de su caja torácica fueron advertidas en la prueba con rayos X de 1968, por lo que es probable que esta parte de la momia fuera arrancada por ladrones para robar el rico collar en algún momento posterior al final de las excavaciones de Carter. También había desaparecido ya en 1968 una elaborada cinta que rodeaba su cabeza y que sí aparecía en las fotografías de 1926.
En 2005 el Consejo Supremo de Antigüedades de Egipto y National Geographic elaboraron una reconstrucción forense del rostro de Tutankamón. Para ello, encargaron a tres equipos distintos —de Egipto, Francia y Estados Unidos— que trabajaran por separado para recrear el rostro del joven faraón. Mientras que egipcios y franceses sabían que trabajaban sobre los restos de Tutankamón, a los estadounidenses se les ocultó ese dato. Los tres equipos produjeron resultados similares, aunque fue la reconstrucción facial francesa la que finalmente fue moldeada en silicona.

## Tumba intacta
Tutankamón fue inhumado en una tumba que era inusualmente pequeña para un faraón. Su muerte quizá sucedió de manera inesperada antes de la finalización de una tumba real de mayores dimensiones, obligando al enterramiento de su momia en una tumba destinada a otra persona, con lo cual se respetaba la observancia habitual de setenta días entre la muerte y el entierro. Su tumba fue saqueada al menos dos veces en la Antigüedad, pero viendo los artículos sustraídos (como aceites y perfumes perecederos) y la evidencia de que la tumba fue restaurada tras estos hurtos, los hechos debieron ocurrir pocos meses después de la inhumación. La ubicación de la tumba se perdió porque quedó enterrada bajo los escombros de posteriores hipogeos cercanos y porque encima de su entrada se construyeron casas de obreros del Valle de los Reyes.

### Redescubrimiento

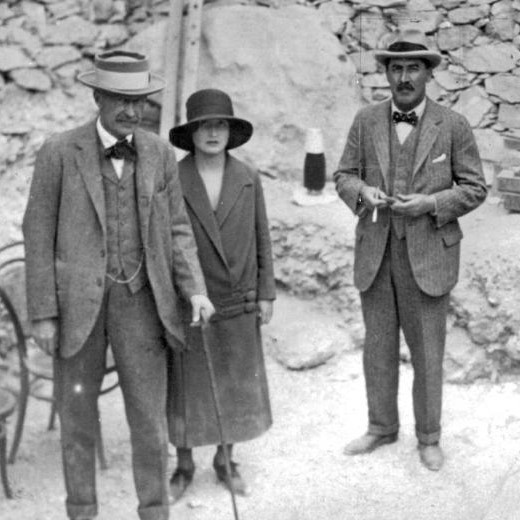
Lord Carnarvon, su hija Lady Evelyn Herbert y Howard Carter en la entrada de la tumba en 1922.

El abogado y financiero estadounidense Theodore Davis tuvo los derechos de concesión para excavar en el Valle de los Reyes desde 1905 hasta 1914. En ese tiempo había desenterrado diez tumbas, incluido el hipogeo casi intacto, aunque no de la realeza, de los padres de la reina Tiy, Yuya y Tuyu. Sin embargo, sus trabajos no dieron más frutos destacables en años posteriores. Lo que sí halló fueron varios objetos en la tumba KV58 relacionados con Tutankamón, como botones y empuñaduras con su nombre, así como su pozo de embalsamamiento (KV54). Pensó que esa era la tumba perdida del faraón y publicó sus hallazgos como tales con la frase «Me temo que el Valle de las Tumbas está agotado». En 1907, los egiptólogos William Garstin y Gaston Maspero invitaron al arqueólogo británico Howard Carter a excavar en el valle para George Herbert, conde de Carnarvon. Lord Carnarvon y Carter deseaban conseguir la concesión de excavación cuando expirara la de Davis, pero tuvieron que conformarse con excavar en otros lugares de la necrópolis tebana durante los siguientes siete años.
En 1915 iniciaron una búsqueda sistemática y en noviembre de 1922 Carter descubrió la verdadera tumba de Tutankamón (KV62). Ya en febrero de 1923 la antecámara se había limpiado de todo excepto de dos estatuas centinelas. Se designó un día y una hora para abrir la tumba delante de unos veinte testigos selectos entre los que estaban Lord Carnarvon, varios funcionarios egipcios, representantes de museos y el personal de la Oficina de Prensa del Gobierno. El 17 de febrero de 1923, justo después de las dos en punto, rompieron el sello.

### Ajuar funerario

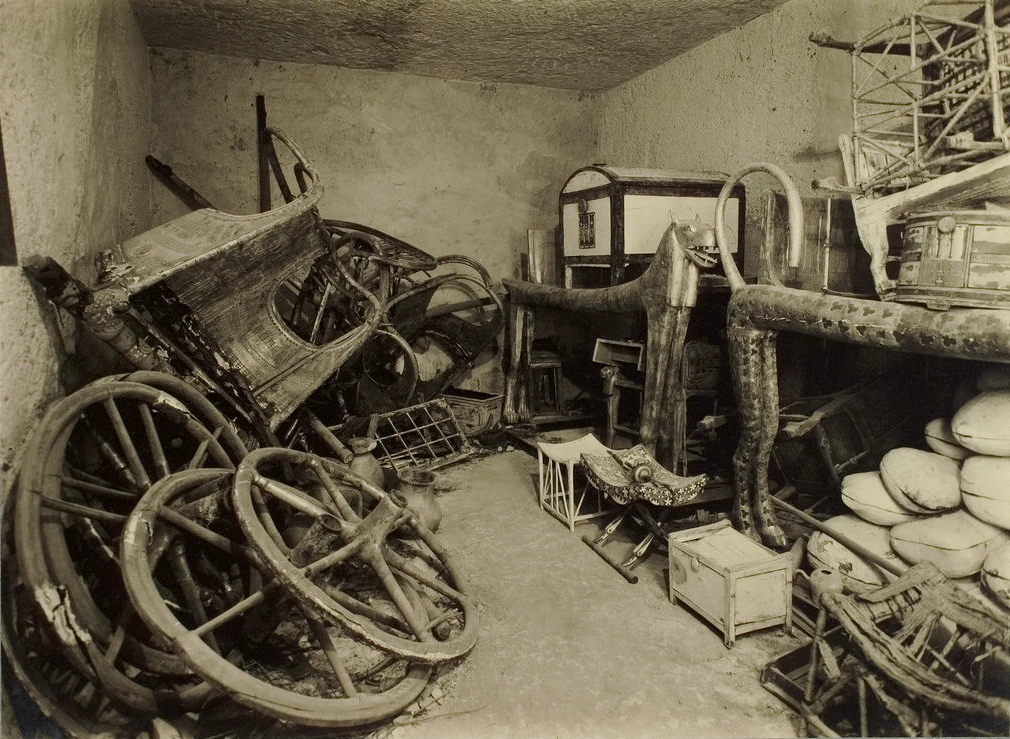
Aspecto de la antecámara de la tumba de Tutankamón nada más ser descubierta. Fotografía de Harry Burton (1922).

Se encontraron 5398 artefactos dentro de la tumba, incluidos un ataúd de oro macizo, la máscara funeraria, tronos, arcos de tiro con arco, trompetas, un cáliz de loto, varios carros desmontados, comida, vino, sandalias y ropa interior de lino. Howard Carter tardó 10 años en catalogar los objetos. Análisis recientes sugieren que una daga encontrada en la tumba tenía una hoja de hierro procedente de un meteorito metálico. El estudio de este y otros artefactos de hace más de tres mil años ha proporcionado y podría seguir proporcionando información valiosa sobre las tecnologías de la metalurgia en todo el Mediterráneo en ese momento.
Casi el 80 % de los objetos proceden de los bienes funerarios de la reina faraón Neferneferuatón, incluida la célebre máscara de Tutankamón. En 2015, el egiptólogo inglés Carl Nicholas Reeves publicó evidencias que muestran que un cartucho inscrito en la famosa máscara de oro de Tutankamón decía «Ankhkheperure mery-Neferkheperure» («Anjetjeperura, amada de Akenatón»). Por lo tanto, la máscara fue hecha originalmente para Nefertiti, la reina esposa de Akenatón, quien usó el nombre real de Anjetjeperura cuando probablemente asumió el trono después de la muerte de su esposo. Neferneferuatón pudo haber sido depuesta en una lucha por el poder y posiblemente privada de un entierro real, o fue inhumada con otro ajuar funerario por los funcionarios de Tutankamón, quien la sucedió como faraón como parece indicar la presencia de objetos de su ajuar funerario en la tumba de este.
El 4 de noviembre de 2007, 85 años después de su descubrimiento por Howard Carter, la momia de Tutankamón fue devuelta a su tumba subterránea en Luxor para ser vista envuelta en lino dentro una caja de vidrio con condiciones de temperatura y humedad controladas. Su nuevo ataúd fue diseñado para prevenir la descomposición de la momia por la humedad y el calor emanado por los turistas que visitan la tumba. En 2009, la tumba fue cerrada por el Ministerio de Antigüedades y el Instituto de Conservación Getty para realizar trabajos de conservación. Si bien el cierre iba a durar cinco años para restaurar las paredes afectadas por la humedad, la revolución egipcia de 2011 retrasó el proyecto. La tumba se volvió a abrir en febrero de 2019.

### Supuesta maldición

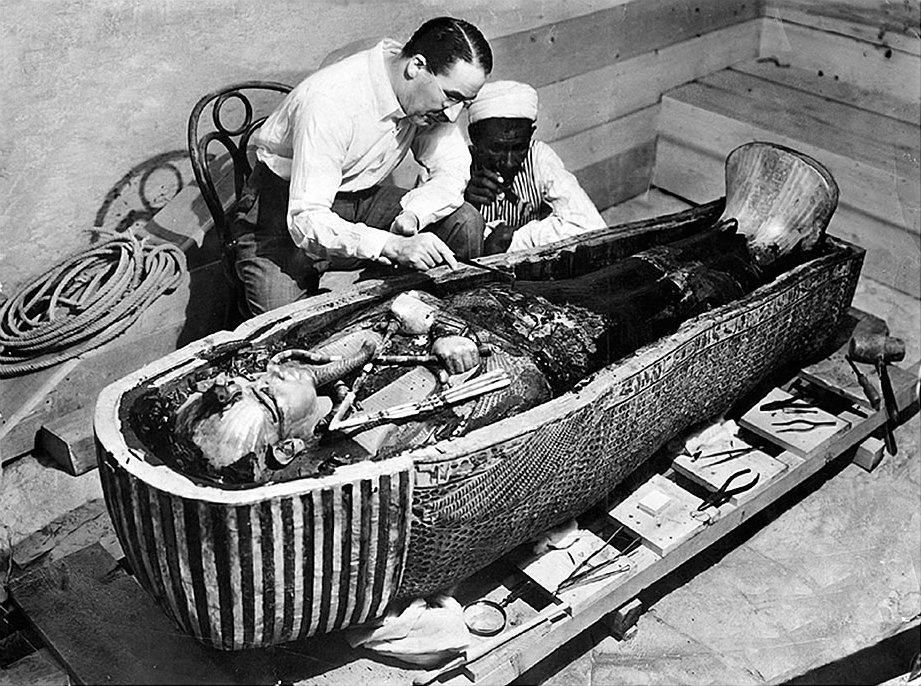
Howard Carter examinando el ataúd interior de Tutankamón.

Durante muchos años persistieron rumores de la existencia de una «maldición del faraón», probablemente alimentada por periódicos que buscaban ventas en el momento del descubrimiento de la tumba. Esta supuesta maldición se cimentaba sobre las supuestas muertes prematuras de algunos de los primeros en entrar en la tumba, el más destacado de todos ellos el mecenas de las excavaciones, Lord Carnarvon, que falleció el 5 de abril de 1923, solo cinco meses después del descubrimiento del primer escalón que conducía a la tumba.
La causa de la muerte de Lord Carnarvon fue una neumonía unida a la erisipela facial, una infección estreptocócica de la piel y los tejidos blandos subyacentes. El conde había sufrido un accidente automovilístico en 1901 que le había debilitado la salud. Su médico le recomendó un clima más cálido, por lo que en 1903 los Carnarvon viajaron a Egipto, donde el conde se interesó en la egiptología. El estrés de las excavaciones unido a su débil salud hizo que la infección de la piel llevara a la neumonía.
Un estudio mostró que de las 58 personas que estaban presentes cuando se abrieron la tumba y el sarcófago, solo ocho murieron en los doce años siguientes. Howard Carter murió de linfoma en 1939 a la edad de 64 años. Entre los últimos sobrevivientes estuvieron Lady Evelyn Herbert, la hija de Lord Carnarvon, quien fue una de las primeras personas en entrar en la tumba después de su descubrimiento en noviembre de 1922 y vivió durante otros 57 años hasta su muerte en 1980, y el arqueólogo estadounidense John Ora Kinnaman, que murió en 1961, 39 años después del evento.

## Legado

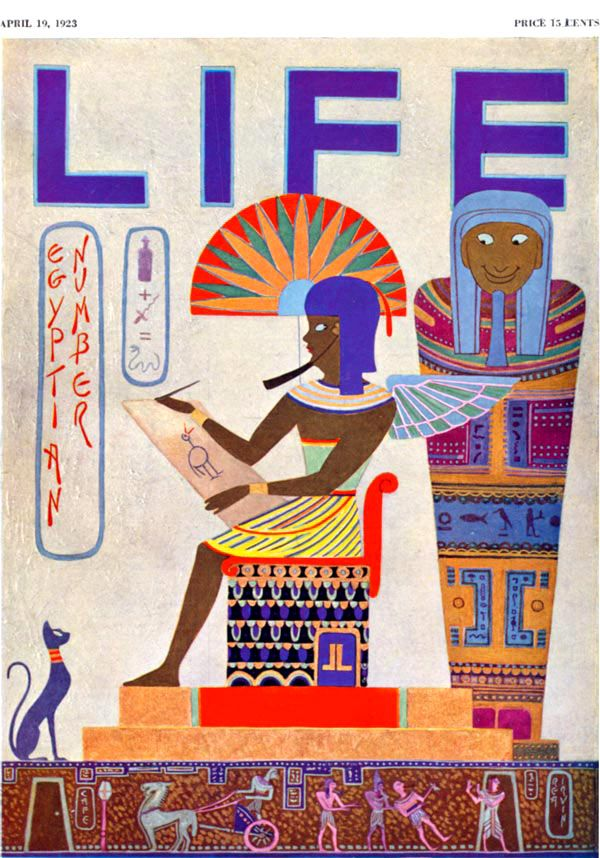
Portada de la revista Life del 19 de abril de 1923. El descubrimiento de la tumba de Tutankamón atrajo la atención sobre el Antiguo Egipto.

La fama de Tutankamón es principalmente el resultado de su tumba bien conservada y de las exposiciones por todo el mundo de artefactos de su ajuar funerario. Como dijo el escritor Jon Manchip White en 1977, «El faraón que en vida fue uno de los menos estimados de Egipto se ha convertido en el más famoso en la muerte». Los sucesivos descubrimientos en la tumba fueron muy publicitados en la década de 1920. El faraón comenzó a ser conocido en inglés por un neologismo, el «Rey Tut». Las referencias a la antigua cultura egipcia se popularizaron, como demuestran las canciones del Tin Pan Alley, especialmente la conocida «Old King Tut» compuesta por Harry Von Tilzer en 1923 e interpretada por artistas famosos de la época como Jones & Hare y Sophie Tucker. «King Tut» pasó a ser el nombre de diversos productos, negocios e incluso el perro del presidente de Estados Unidos Herbert Hoover.

### Exposiciones internacionales
Los artefactos de Tutankamón han viajado por todo el mundo innumerables veces con gran éxito. Las exposiciones de algunos de los objetos de su inmenso ajuar funerario empezaron en 1962 cuando Argelia obtuvo su independencia de Francia. Con el final de este conflicto, el Museo del Louvre de París organizó rápidamente una exhibición de objetos del faraón a través de las gestiones de la egiptóloga Christiane Desroches Noblecourt, que se encontraba en Egipto en una misión de la Unesco. Esta exposición en la capital francesa atrajo 1,2 millones de visitantes. Además, Noblecourt había convencido al ministro de cultura egipcio para que permitiera al fotógrafo británico George Rainbird volver a fotografiar en color toda la colección de la tumba faraónica. Esas fotografías y la exposición en el Louvre iniciaron el renacimiento de Tutankamón.
Las siguientes exposiciones se celebraron en 1965 en Tokio y en 1979 en Nueva York, repitiendo el éxito e incluso aumentando el número de visitantes. Entre 1972 y 1979 se realizó la gira «Tesoros de Tutankamón», que comenzó en Londres atrayendo 1,6 millones de visitas entre marzo y septiembre de 1972. En los años siguientes, la exposición recaló en Estados Unidos, la Unión Soviética, Japón, Francia, Canadá y Alemania Occidental. La exposición en el Museo Metropolitano de Arte de Nueva York estuvo abierta desde noviembre de 1976 hasta abril de 1979 y en ese tiempo atrajo a más de ocho millones de personas.

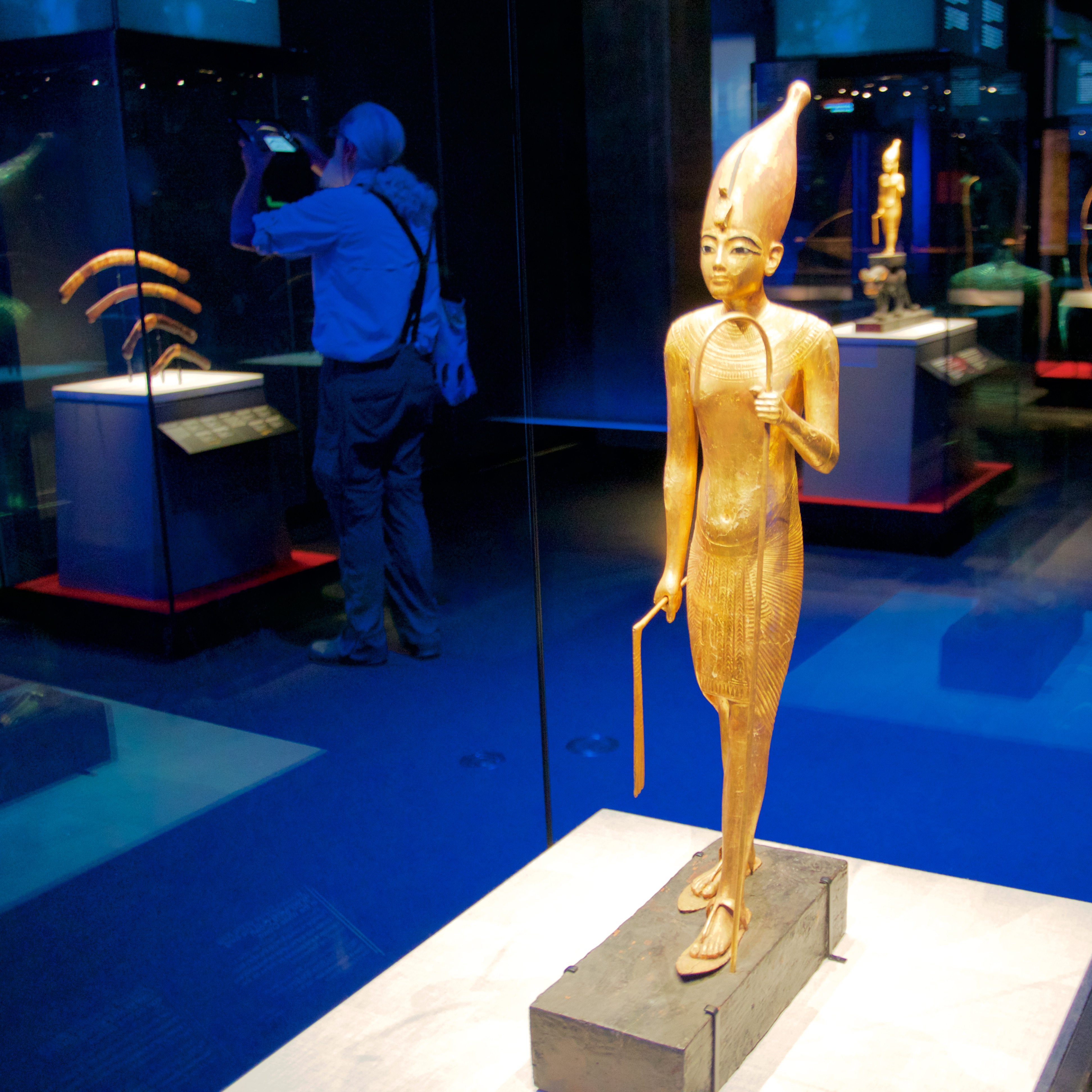
Exposición de piezas de Tutankamón en Los Ángeles en 2018.

En 2005, el Consejo Supremo de Antigüedades de Egipto, en asociación con Arts and Exhibitions International y la National Geographic Society, lanzó un recorrido por los tesoros de Tutankamón y otros objetos funerarios de la Dinastía XVIII, esta vez llamados «Tutankamón y la Edad de Oro de los Faraones». La exposición incluía 80 piezas, cincuenta de la tumba de Tutankamón y el resto de monarcas anteriores como la reina Hatshepsut, cuyas políticas comerciales aumentaron en gran medida la riqueza de esa dinastía. Sin embargo, esta vez no estaba incluida la famosa máscara funeraria porque el gobierno egipcio temía que resultara dañada, como ya había pasado con otros objetos en exposiciones previas. La exposición comenzó en Los Ángeles, luego se mudó a Fort Lauderdale, Chicago, Filadelfia y Londres antes de regresar finalmente a Egipto en agosto de 2008. En 2011 los tesoros de Tutankamón llegaron a Australia.
En 2018 se anunció que la colección más grande de artefactos de Tutankamón, que representa el cuarenta por ciento del total, saldría de Egipto nuevamente en 2019 para una gira internacional titulada; «Rey Tut: Tesoros del faraón dorado». La gira 2019-2022 comenzó con una exposición llamada «Tutankamón, los tesoros del faraón», que se estrenó en Los Ángeles y luego viajó a París. Esta vez se incluyen ciento cincuenta monedas de oro, junto con varias joyas, esculturas y relieves, así como la famosa máscara de oro de Tutankamón. La gira internacional completa terminará con la apertura del nuevo Gran Museo Egipcio de El Cairo, donde los tesoros se expondrán permanentemente.

## Titulatura

### Primer nombre de nacimiento
Bajo influencia de la teología de Amarna
| Titulatura | Jeroglífico | Transliteración (transcripción) - traducción - (referencias) |

| i | t · n | N5 | t | G43 | t | S34 | n · Aa1 |

| i | t · n | N5 | t | G43 | t | S34 | n · Aa1 |

| i | t · n | N5 | t | G43 | t | S34 | n · Aa1 |

| i | t · n | N5 | t | G43 | t | S34 | n · Aa1 |

| i | t · n | N5 | t | G43 | t | S34 | n · Aa1 |

| i | t · n | N5 | t | G43 | t | S34 | n · Aa1 |

| i | t · n | N5 | t | G43 | t | S34 | n · Aa1 |

| i | t · n | N5 | t | G43 | t | S34 | n · Aa1 |

| i | t · n | N5 | t | G43 | t | S34 | n · Aa1 |

| i | t · n | N5 | t | G43 | t | S34 | n · Aa1 |

| i | t · n | N5 | t | G43 | t | S34 | n · Aa1 |

| i | t · n | N5 | t | G43 | t | S34 | n · Aa1 |

| i | t · n | N5 | t | G43 | t | S34 | n · Aa1 |

| i | t · n | N5 | t | G43 | t | S34 | n · Aa1 |

| i | t · n | N5 | t | G43 | t | S34 | n · Aa1 |

| i | t · n | N5 | t | G43 | t | S34 | n · Aa1 |

### Cambio de titulatura
| Titulatura | Jeroglífico | Transliteración (transcripción) - traducción - (referencias) |

| G5 |

| G5 |

| E2 · D40 | t | G43 | t | F31 | s | t | G43 | Z3 |

| E2 · D40 | t | G43 | t | F31 | s | t | G43 | Z3 |

| E2 · D40 | t | G43 | t | F31 | s | t | G43 | Z3 |

| E2 · D40 | t | G43 | t | F31 | s | t | G43 | Z3 |

| G5 |

| G5 |

| E2 · D40 | t | G43 | t | F31 | s | t | G43 | Z3 |

| E2 · D40 | t | G43 | t | F31 | s | t | G43 | Z3 |

| E2 · D40 | t | G43 | t | F31 | s | t | G43 | Z3 |

| E2 · D40 | t | G43 | t | F31 | s | t | G43 | Z3 |

| G16 |

| G16 |

| nfr | O4 · p | G43 | M40 | Z2ss | s | W11 · r | V28 | D36 · N17 · N17 | N21 · N21 |

| nfr | O4 · p | G43 | M40 | Z2ss | s | W11 · r | V28 | D36 · N17 · N17 | N21 · N21 |

| G16 |

| G16 |

| nfr | O4 · p | G43 | M40 | Z2ss | s | W11 · r | V28 | D36 · N17 · N17 | N21 · N21 |

| nfr | O4 · p | G43 | M40 | Z2ss | s | W11 · r | V28 | D36 · N17 · N17 | N21 · N21 |

| G8 |

| G8 |

| U39 | N28 · Z2s · O34 | R4 · t · p | R8A |

| U39 | N28 · Z2s · O34 | R4 · t · p | R8A |

| G8 |

| G8 |

| U39 | N28 · Z2s · O34 | R4 · t · p | R8A |

| U39 | N28 · Z2s · O34 | R4 · t · p | R8A |

| N5 | L1 | Z3 | nb |

| N5 | L1 | Z3 | nb |

| N5 | L1 | Z3 | nb |

| N5 | L1 | Z3 | nb |

| N5 | L1 | Z3 | nb |

| N5 | L1 | Z3 | nb |

| N5 | L1 | Z3 | nb |

| N5 | L1 | Z3 | nb |

| N5 | L1 | Z3 | nb |

| N5 | L1 | Z3 | nb |

| N5 | L1 | Z3 | nb |

| N5 | L1 | Z3 | nb |

| N5 | L1 | Z3 | nb |

| N5 | L1 | Z3 | nb |

| N5 | L1 | Z3 | nb |

| N5 | L1 | Z3 | nb |

| i | mn · n | t | G43 | t | S34 |

| i | mn · n | t | G43 | t | S34 |

| i | mn · n | t | G43 | t | S34 |

| i | mn · n | t | G43 | t | S34 |

| i | mn · n | t | G43 | t | S34 |

| i | mn · n | t | G43 | t | S34 |

| i | mn · n | t | G43 | t | S34 |

| i | mn · n | t | G43 | t | S34 |

| i | mn · n | t | G43 | t | S34 |

| i | mn · n | t | G43 | t | S34 |

| i | mn · n | t | G43 | t | S34 |

| i | mn · n | t | G43 | t | S34 |

| i | mn · n | t | G43 | t | S34 |

| i | mn · n | t | G43 | t | S34 |

| i | mn · n | t | G43 | t | S34 |

| i | mn · n | t | G43 | t | S34 |

| i | mn · n | t | G43 | t | S34 | S38 | O28 | M26 |

| i | mn · n | t | G43 | t | S34 | S38 | O28 | M26 |

| i | mn · n | t | G43 | t | S34 | S38 | O28 | M26 |

| i | mn · n | t | G43 | t | S34 | S38 | O28 | M26 |

| i | mn · n | t | G43 | t | S34 | S38 | O28 | M26 |

| i | mn · n | t | G43 | t | S34 | S38 | O28 | M26 |

| i | mn · n | t | G43 | t | S34 | S38 | O28 | M26 |

| i | mn · n | t | G43 | t | S34 | S38 | O28 | M26 |

| i | mn · n | t | G43 | t | S34 | S38 | O28 | M26 |

| i | mn · n | t | G43 | t | S34 | S38 | O28 | M26 |

| i | mn · n | t | G43 | t | S34 | S38 | O28 | M26 |

| i | mn · n | t | G43 | t | S34 | S38 | O28 | M26 |

| i | mn · n | t | G43 | t | S34 | S38 | O28 | M26 |

| i | mn · n | t | G43 | t | S34 | S38 | O28 | M26 |

| i | mn · n | t | G43 | t | S34 | S38 | O28 | M26 |

| i | mn · n | t | G43 | t | S34 | S38 | O28 | M26 |

## Ancestros
| \| \| \| \| \| \| \| \| \| \| \| \| \| \| \| \| \| \| \| \| 16. Amenofis II \| \| \| \| \| \| \| \| \| \| \| \| \| \| \| \| \| \| \| \| \| \| \| \| \| \| \| \| \| \| \| \| \| \| \| \| \| \| \| \| \| \| \| \| \| \| \| \| \| \| \| \| \| \| 8. Tutmosis IV \| \| \| \| \| \| \| \| \| \| \| \| \| \| \| \| \| \| \| \| \| \| \| \| \| \| \| \| \| \| \| \| \| \| \| \| \| \| \| \| \| \| \| \| \| \| \| \| \| \| \| \| \| \| 17. Tiaa \| \| \| \| \| \| \| \| \| \| \| \| \| \| \| \| \| \| \| \| \| \| \| \| \| \| \| \| \| \| \| \| \| \| \| \| \| \| \| \| \| \| \| \| \| \| \| \| \| \| \| \| \| \| 4. Amenofis III \| \| \| \| \| \| \| \| \| \| \| \| \| \| \| \| \| \| \| \| \| \| \| \| \| \| \| \| \| \| \| \| \| \| \| \| \| \| \| \| \| \| \| \| \| \| \| \| \| \| \| \| \| \| 9. Mutemuia \| \| \| \| \| \| \| \| \| \| \| \| \| \| \| \| \| \| \| \| \| \| \| \| \| \| \| \| \| \| \| \| \| \| \| \| \| \| \| \| \| \| \| \| \| \| \| \| \| \| \| \| \| \| 2. Akenatón \| \| \| \| \| \| \| \| \| \| \| \| \| \| \| \| \| \| \| \| \| \| \| \| \| \| \| \| \| \| \| \| \| \| \| \| \| \| \| \| \| \| \| \| \| \| \| \| \| \| \| \| \| \| 10. Yuya \| \| \| \| \| \| \| \| \| \| \| \| \| \| \| \| \| \| \| \| \| \| \| \| \| \| \| \| \| \| \| \| \| \| \| \| \| \| \| \| \| \| \| \| \| \| \| \| \| \| \| \| \| \| 5. Tiy \| \| \| \| \| \| \| \| \| \| \| \| \| \| \| \| \| \| \| \| \| \| \| \| \| \| \| \| \| \| \| \| \| \| \| \| \| \| \| \| \| \| \| \| \| \| \| \| \| \| \| \| \| \| 11. Tuya \| \| \| \| \| \| \| \| \| \| \| \| \| \| \| \| \| \| \| \| \| \| \| \| \| \| \| \| \| \| \| \| \| \| \| \| \| \| \| \| \| \| \| \| \| \| \| \| \| \| \| \| \| \| 1. Tutankamón \| \| \| \| \| \| \| \| \| \| \| \| \| \| \| \| \| \| \| \| \| \| \| \| \| \| \| \| \| \| \| \| \| \| \| \| \| \| \| \| \| \| \| \| \| \| \| \| \| \| \| \| \| \| 24. Amenofis II \| \| \| \| \| \| \| \| \| \| \| \| \| \| \| \| \| \| \| \| \| \| \| \| \| \| \| \| \| \| \| \| \| \| \| \| \| \| \| \| \| \| \| \| \| \| \| \| \| \| \| \| \| \| 12. Tutmosis IV \| \| \| \| \| \| \| \| \| \| \| \| \| \| \| \| \| \| \| \| \| \| \| \| \| \| \| \| \| \| \| \| \| \| \| \| \| \| \| \| \| \| \| \| \| \| \| \| \| \| \| \| \| \| 25. Tiaa \| \| \| \| \| \| \| \| \| \| \| \| \| \| \| \| \| \| \| \| \| \| \| \| \| \| \| \| \| \| \| \| \| \| \| \| \| \| \| \| \| \| \| \| \| \| \| \| \| \| \| \| \| \| 6. Amenofis III \| \| \| \| \| \| \| \| \| \| \| \| \| \| \| \| \| \| \| \| \| \| \| \| \| \| \| \| \| \| \| \| \| \| \| \| \| \| \| \| \| \| \| \| \| \| \| \| \| \| \| \| \| \| 13. Mutemuia \| \| \| \| \| \| \| \| \| \| \| \| \| \| \| \| \| \| \| \| \| \| \| \| \| \| \| \| \| \| \| \| \| \| \| \| \| \| \| \| \| \| \| \| \| \| \| \| \| \| \| \| \| \| 3. The Younger Lady \| \| \| \| \| \| \| \| \| \| \| \| \| \| \| \| \| \| \| \| \| \| \| \| \| \| \| \| \| \| \| \| \| \| \| \| \| \| \| \| \| \| \| \| \| \| \| \| \| \| \| \| \| \| 14. Yuya \| \| \| \| \| \| \| \| \| \| \| \| \| \| \| \| \| \| \| \| \| \| \| \| \| \| \| \| \| \| \| \| \| \| \| \| \| \| \| \| \| \| \| \| \| \| \| \| \| \| \| \| \| \| 7. Tiy \| \| \| \| \| \| \| \| \| \| \| \| \| \| \| \| \| \| \| \| \| \| \| \| \| \| \| \| \| \| \| \| \| \| \| \| \| \| \| \| \| \| \| \| \| \| \| \| \| \| \| \| \| \| 15. Tuya \| \| \| \| \| \| \| \| \| \| \| \| \| \| \| \| \| \| \| \| \| \| \| \| \| \| \| \| \| \| \| \| \| \| \| \| \| \| \| \| \| \| \| \| \| \| \| \| \| \| \| \| |                     |  |  |  |  |  |  |  |  |  |  |  |  |  |  |  |
| |                     |  |  |  |  |  |  |  |  |  |  |  |  |  |  |  |
| | 16. Amenofis II     |  |  |  |  |  |  |  |  |  |  |  |  |  |  |  |
| |                     |  |  |  |  |  |  |  |  |  |  |  |  |  |  |  |
| |                     |  |  |  |  |  |  |  |  |  |  |  |  |  |  |  |
| | 8. Tutmosis IV      |  |  |  |  |  |  |  |  |  |  |  |  |  |  |  |
| |                     |  |  |  |  |  |  |  |  |  |  |  |  |  |  |  |
| |                     |  |  |  |  |  |  |  |  |  |  |  |  |  |  |  |
| | 17. Tiaa            |  |  |  |  |  |  |  |  |  |  |  |  |  |  |  |
| |                     |  |  |  |  |  |  |  |  |  |  |  |  |  |  |  |
| |                     |  |  |  |  |  |  |  |  |  |  |  |  |  |  |  |
| | 4. Amenofis III     |  |  |  |  |  |  |  |  |  |  |  |  |  |  |  |
| |                     |  |  |  |  |  |  |  |  |  |  |  |  |  |  |  |
| |                     |  |  |  |  |  |  |  |  |  |  |  |  |  |  |  |
| | 9. Mutemuia         |  |  |  |  |  |  |  |  |  |  |  |  |  |  |  |
| |                     |  |  |  |  |  |  |  |  |  |  |  |  |  |  |  |
| |                     |  |  |  |  |  |  |  |  |  |  |  |  |  |  |  |
| | 2. Akenatón         |  |  |  |  |  |  |  |  |  |  |  |  |  |  |  |
| |                     |  |  |  |  |  |  |  |  |  |  |  |  |  |  |  |
| |                     |  |  |  |  |  |  |  |  |  |  |  |  |  |  |  |
| | 10. Yuya            |  |  |  |  |  |  |  |  |  |  |  |  |  |  |  |
| |                     |  |  |  |  |  |  |  |  |  |  |  |  |  |  |  |
| |                     |  |  |  |  |  |  |  |  |  |  |  |  |  |  |  |
| | 5. Tiy              |  |  |  |  |  |  |  |  |  |  |  |  |  |  |  |
| |                     |  |  |  |  |  |  |  |  |  |  |  |  |  |  |  |
| |                     |  |  |  |  |  |  |  |  |  |  |  |  |  |  |  |
| | 11. Tuya            |  |  |  |  |  |  |  |  |  |  |  |  |  |  |  |
| |                     |  |  |  |  |  |  |  |  |  |  |  |  |  |  |  |
| |                     |  |  |  |  |  |  |  |  |  |  |  |  |  |  |  |
| | 1. Tutankamón       |  |  |  |  |  |  |  |  |  |  |  |  |  |  |  |
| |                     |  |  |  |  |  |  |  |  |  |  |  |  |  |  |  |
| |                     |  |  |  |  |  |  |  |  |  |  |  |  |  |  |  |
| | 24. Amenofis II     |  |  |  |  |  |  |  |  |  |  |  |  |  |  |  |
| |                     |  |  |  |  |  |  |  |  |  |  |  |  |  |  |  |
| |                     |  |  |  |  |  |  |  |  |  |  |  |  |  |  |  |
| | 12. Tutmosis IV     |  |  |  |  |  |  |  |  |  |  |  |  |  |  |  |
| |                     |  |  |  |  |  |  |  |  |  |  |  |  |  |  |  |
| |                     |  |  |  |  |  |  |  |  |  |  |  |  |  |  |  |
| | 25. Tiaa            |  |  |  |  |  |  |  |  |  |  |  |  |  |  |  |
| |                     |  |  |  |  |  |  |  |  |  |  |  |  |  |  |  |
| |                     |  |  |  |  |  |  |  |  |  |  |  |  |  |  |  |
| | 6. Amenofis III     |  |  |  |  |  |  |  |  |  |  |  |  |  |  |  |
| |                     |  |  |  |  |  |  |  |  |  |  |  |  |  |  |  |
| |                     |  |  |  |  |  |  |  |  |  |  |  |  |  |  |  |
| | 13. Mutemuia        |  |  |  |  |  |  |  |  |  |  |  |  |  |  |  |
| |                     |  |  |  |  |  |  |  |  |  |  |  |  |  |  |  |
| |                     |  |  |  |  |  |  |  |  |  |  |  |  |  |  |  |
| | 3. The Younger Lady |  |  |  |  |  |  |  |  |  |  |  |  |  |  |  |
| |                     |  |  |  |  |  |  |  |  |  |  |  |  |  |  |  |
| |                     |  |  |  |  |  |  |  |  |  |  |  |  |  |  |  |
| | 14. Yuya            |  |  |  |  |  |  |  |  |  |  |  |  |  |  |  |
| |                     |  |  |  |  |  |  |  |  |  |  |  |  |  |  |  |
| |                     |  |  |  |  |  |  |  |  |  |  |  |  |  |  |  |
| | 7. Tiy              |  |  |  |  |  |  |  |  |  |  |  |  |  |  |  |
| |                     |  |  |  |  |  |  |  |  |  |  |  |  |  |  |  |
| |                     |  |  |  |  |  |  |  |  |  |  |  |  |  |  |  |
| | 15. Tuya            |  |  |  |  |  |  |  |  |  |  |  |  |  |  |  |
| |                     |  |  |  |  |  |  |  |  |  |  |  |  |  |  |  |
| |                     |  |  |  |  |  |  |  |  |  |  |  |  |  |  |  |

| Predecesor: Neferneferuatón | Faraón Dinastía XVIII | Sucesor: Ay |